# Christiane Bélanger
Christiane Bélanger, née le 4 septembre 1965 à Plessisville (Québec, Canada), est une ballerine, chorégraphe, metteure en scène et directrice de ballet canadienne. Elle a créé quatorze ballets et fondé quatre organismes de danse classique.

## Formation
Christiane Bélanger est formée en danse classique, suivant les cours de l'École de ballet Kataline Molnar. Elle danse à Québec avec le Théâtre de ballet Kataline Molnar en 1979 (4-14 ans), Frances James (du London Royal Ballet) en 1982 (14-17 ans), l'École supérieure de danse de Québec (sous la direction de Sylvie Pagé) en 1985 (20 ans) et le Ballet Pavillon et l'Entrechat (sous la direction de Diane Thibodeau) en 1987, tout en perfectionnant sa formation classique à Toronto de 1979 à 1982. Elle suit également des stages avec José Limón (1986), Lynn Simonson (1986-1987), Eugene Louis Falco (1988) et Louise Lecavalier (1998).

## Carrière de danseuse et chorégraphe
En 1979, elle devient soliste au sein du Ballet Pavillon sous la direction de Frances James (du London Royal Ballet). Elle se produit alors au Québec, au Canada et en France. 
En 1982, à la suite d’un grave accident, elle découvre la danse contemporaine, qu'elle intègre au ballet classique pour créer une approche plus moderne et mieux adaptée à son corps. 
Depuis 1995, Christiane Bélanger crée et produit des spectacles de ballet classique en tant que directrice artistique et chorégraphe. Son premier ballet fut Dracula, composé pour Marilène Fortin, une élève qui part ensuite étudier en Russie, au théâtre Mariinsky.  
Madame Bélanger travaille en collaboration avec plusieurs professionnels du domaine des arts : Dominique Martens, Sylvie Roussel, Dominic Laprise, Marie Dumais, Jean Gaudreau, Carole Baillargeon, Daniel Gougeon, Daniel Bélanger et son conjoint Pierre Poulin, fondateur d'ISF Entertainement, pour mettre en œuvre ses productions.
Christiane Bélanger a aussi été assistante-directrice aux Ballets Dansart de la Ville de Québec, sous la direction de Loraine Lefebvre.[réf. souhaitée]
Elle a également travaillé comme metteure en scène pour les chorégraphies dans de spectacles internationaux : Salute to Broadway (2007), spectacle sur glace au Ricoh Coliseum de Toronto (avec ISF Entertainement), un spectacle de plongeon à Water Country USA, un site lié à Busch Gardens Williamsburg en Virginie ainsi que pour des parcs d'attraction Six Flags au Texas et au Nouveau-Mexique en collaboration avec ISF Entertainement.

## Fondatrice de compagnies et écoles de ballet
Christiane Bélanger fonde en 1989 une école de danse appelée Christiane Bélanger-Danse, exclusivement consacrée au ballet classique et utilisant la méthode Vaganova. Cette école est accréditée par la ville de Québec. Elle offre des programmes arts-études en collaboration avec certaines écoles de Québec, aux niveaux primaire, secondaire et collégial, ainsi qu'une formation professionnelle en danse classique pour les étudiants qui désirent faire carrière. Depuis 2013, le programme ballet-études est offert en collaboration avec le cégep Garneau. En avril 2017 l'école est renommée École du ballet de Québec.
Au début de 1996, l'arrêt des activités de la compagnie Dansepartout crée un vide dans le milieu de la danse à Québec. Christiane Bélanger, en collaboration avec Sylvie Roussel, est à l'origine en novembre 1997 d'un projet de promotion et de diffusion de la danse appelé Ancrage, un regroupement de onze chorégraphes indépendants de la région de Québec, présenté par le centre chorégraphique La Rotonde,. 
Christiane Bélanger fonde en 2001 une compagnie de danse contemporaine appelée Compagnie Christiane Bélanger,. Cette compagnie produit des spectacles jusqu'en 2008. Puis, en 2005, elle fonde le Ballet de Québec, spécialisée en ballet classique. Le 1er août 2002 elle ouvre le centre Uriel, qui a une vocation multidisciplinaire et qui devient diffuseur spécialisé en ballet classique de la ville de Québec en 2014.
Elle met également sur pied en 2015 l'École de mécanique corporelle du Québec inc pour aider des athlètes à mieux maîtriser leur corps. Elle enseigne entre autres aux équipes de ski acrobatique du Québec et du Canada, ainsi qu’à l’équipe de nage synchronisée Québec Excellence Synchro pour les équipes du Québec et du Canada.[réf. souhaitée]

## Concours international
À compter de 2012, Christiane Bélanger s'associe avec le danseur et chorégraphe français Jacques Marsa, qui donne occasionnellement des classes de maître à son école, afin de monter un concours international de ballet à Québec. En mai 2015, une première édition du Concours international Petipa est présentée. 
Elle se dissocie par la suite de ce collaborateur et fonde un nouveau concours appelé Compétition internationale de ballet du Canada - Volet Québec. La première édition de ce concours devait avoir lieu en mai 2017.

## Honneurs et récompenses
- 2003 : Prix Femme de mérite pour le volet Art et culture au Gala-bénéfice Femmes de mérite[réf. souhaitée]
- 2007 : Finaliste du prix Femmes d’affaires du Québec du Réseau des femmes d'affaires du Québec, catégorie Cadre ou professionnelle employée par un organisme à but non lucratif[12]
- 2007 : Prix du développement culturel (Prix François-Samson) remis par le Conseil de la culture des régions de Québec et de Chaudières-Appalaches[13]
- 2008 : Lauréate, Prix spécial du jury du gala Femmes d'affaires du Québec du Réseau des femmes d'affaires du Québec[14]
- 2011 : Finaliste pour le prix Un monde à faire de la Chambre de commerce et d'industrie de Québec[réf. souhaitée]
- 2012 : Son école est finaliste pour le prix Gouvernance Pluri’elles à la YWCA des Femmes au Gala Femmes de Mérite à Québec[15]
- 2012 : Son école reçoit le Prix de l’économie créative de l’Assemblée canadienne de la danse[16]
- 2012 : Médaille du jubilé de diamant de la reine Élisabeth II[17]
- 2014 : Finaliste au prix Mentorat BDC attribué par Futurpreneur Canada[18]
- 2017 : Reconnaissance Diamant du Réseau M au 18e Rendez-vous Réseau M à Montréal[19].

## Implication dans la communauté
Christiane Bélanger est mentor pour plusieurs organisations offrant l'aide d'entrepreneurs expérimentés à des jeunes se lançant en affaires : Futurpreneur Canada, SAGE – Mentorat d’affaires (où elle est chef-mentor de la Côte de Beaupré - Île d'Orléans en 2013 et siège sur le c.a de 2012 à 2015) et Entrepreneuriat Laval.
Depuis 2014 elle participe au Festival DANXICA, Festival de danse et des arts contemporains de Cancún et la Riviera Maya.
Christiane Bélanger est membre du Club Rotary de Québec depuis novembre 2015, et elle y met sur pied le Fonds Jeunes générations Christiane Bélanger en 2016.
En juin 2017, Christiane Bélanger devient également administratrice au sein de la Société de Ballet Gatineau-Ottawa, fondée par Michelle Brawley en mars 2017 à Ottawa.[réf. souhaitée]

## Chorégraphies

### Chorégraphe indépendante et interprète
- Tu me pèses, tu m'apaises (1997)

- La cage (1997)[3]
- La cage II : La libération (1998)[3]
- F comme Femme (1999)
- Extrait de Nigredo (Élixir de sorcière ou de guerrière) (1999)
- Femmes en devenir (2000)
- Agend'Arts (Lyon, 2001)
- Tissu urbain - Escales liées (2001)
- Émergence (2002)
- La robe cassée (2002)
- Entrevue avec la pensée noire (2003)
- Ground Zéro (2003)
- Magma (2004)

### Chorégraphe
Spectacles de théâtre présentés par la Compagnie Marie Dumais chorégraphiés par Christiane Bélanger :
- Histoires minimales (2001)[22]
- Orlando (2002)[4]
- La Peste de Camus (2002)[4],[5]
- Lost. Cérémonie contemporaine (2003), recherche chorégraphique[23]

### Metteure en scène et chorégraphe (ballet contemporain)
Spectacles présentés par la Compagnie Christiane Bélanger, mis en scène et chorégraphiés par Christiane Bélanger de 2001 à 2008 :
- Non conforme (1re version, 2001)
- Non conforme (2e version, 2002)[5]
- In Extremis (2003)[5]
- Tierra-Tiens bon ! (2004)
- Les Sorcières de Salem (2005)[24]
- Le fantôme de l'Opéra (2006)[24]
- Glace humaine/Iceberg (2007)[24]
- Arc-en-miel (2008)[24]
- Vortex (2012)[25]

### Metteure en scène et chorégraphe (ballet classique)
Spectacles présentés par le Ballet de Québec, mis en scène et chorégraphiés par Christiane Bélanger depuis 2005 :
- Cendrillon (2005)[26],[24]
- Alice au pays des merveilles (2006)[24]
- Le Seigneur des anneaux (2007)[24]
- Château dans les étoiles (2008-2009)[27]
- Blanche-Neige et les sept nains (2010-2011)[28]
- La Belle au bois dormant (2012)[28],[29]
- Blanche-Neige et les sept nains (2016-2017)[30]

### Autres participations
- Salute to Broadway (spectacle sur glace) au Ricoh Coliseum, Toronto (2007, mise en scène et chorégraphie)